# Françoise Wanson
Françoise Wanson est une poétesse belge de langue française née en 1939 et morte en 1980.

## Biographie
Professeur de littérature dans un lycée de Schaerbeek, elle se consacra parallèlement à la poésie et à l'art graphique.
Auteur de textes-collages chargés de modernité, elle en exposa en février 1973 à Gand, à la Richard Foncke Gallery.
Elle écrivit en collaboration avec Jeanine Gautier, une adaptation théâtrale d'Alice au pays des merveilles de Lewis Carroll, qui fut jouée le 15 mars 1967 au Palais des Beaux-Arts de Bruxelles avec une mise en scène d'André Ernotte.
En 1973, elle publia à Bruxelles chez l'éditeur Jacques Antoine, son recueil de poésie Robe de Leda Lidoine, dont le titre mystérieux introduit une voix puissante, ce « chant perdu derrière les nuques ». Passionnée par la Phèdre de Racine l'on y retrouve une haute inspiration tragique, d'où transparait, à travers une langue obscure et hermétique, sa terrible douleur de vivre, qui la poussa à s'enlever tragiquement à la vie en 1980.